# Église protestante Saint-Martin (Barr)

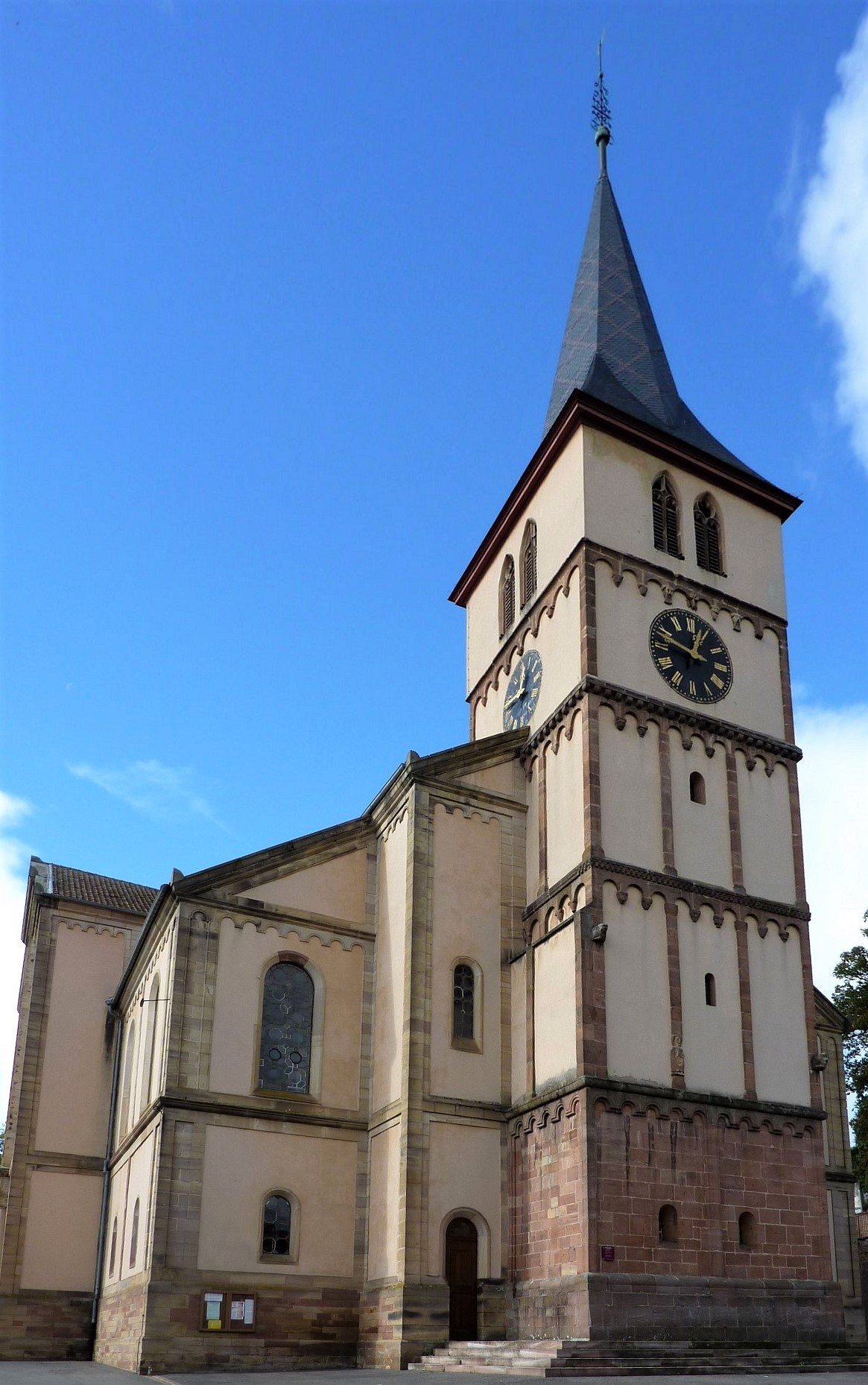
Kirche Saint-Martin in Barr

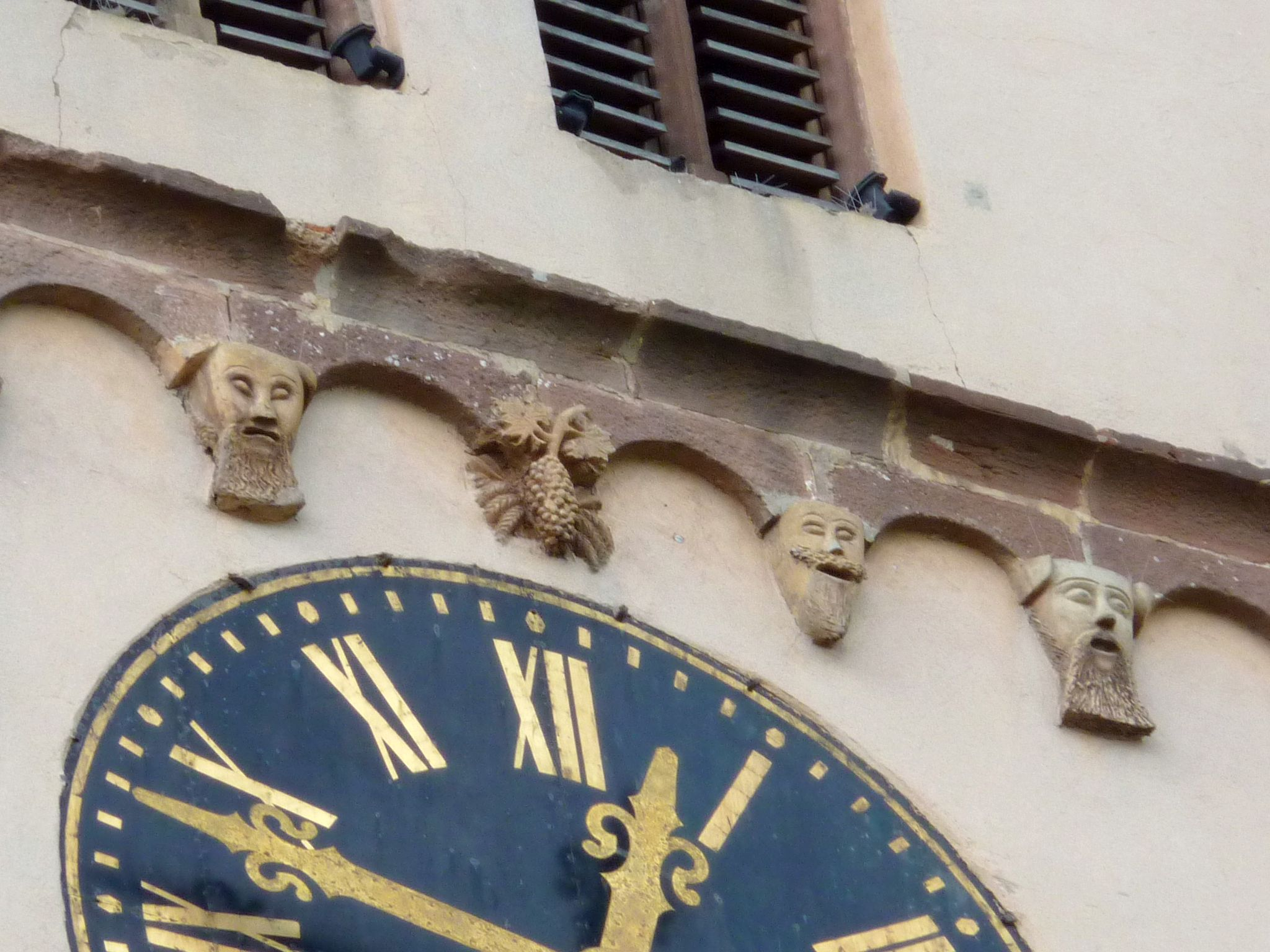
Romanischer Figurenschmuck am Chorturm

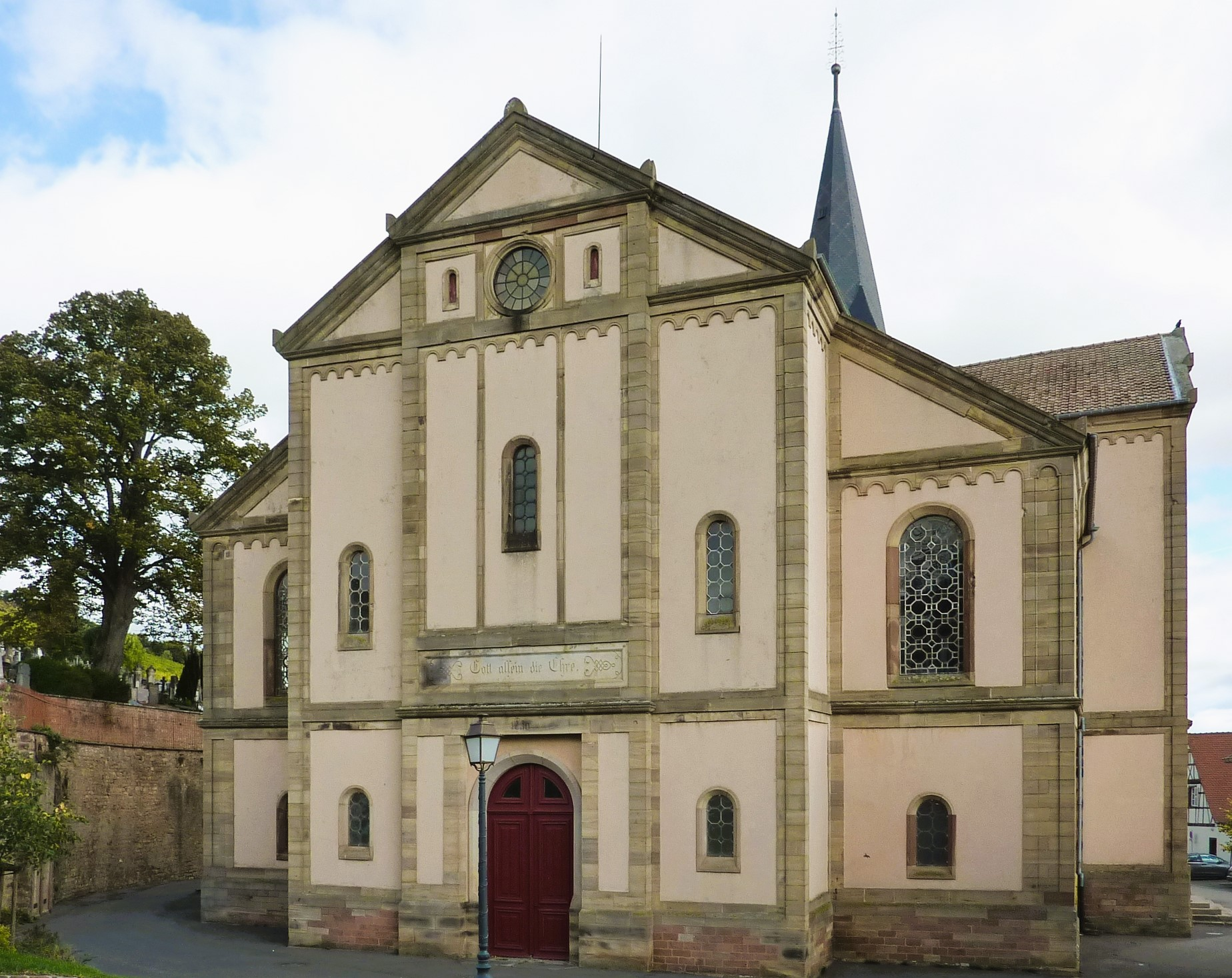
Der Kirchenbau von 1850/52

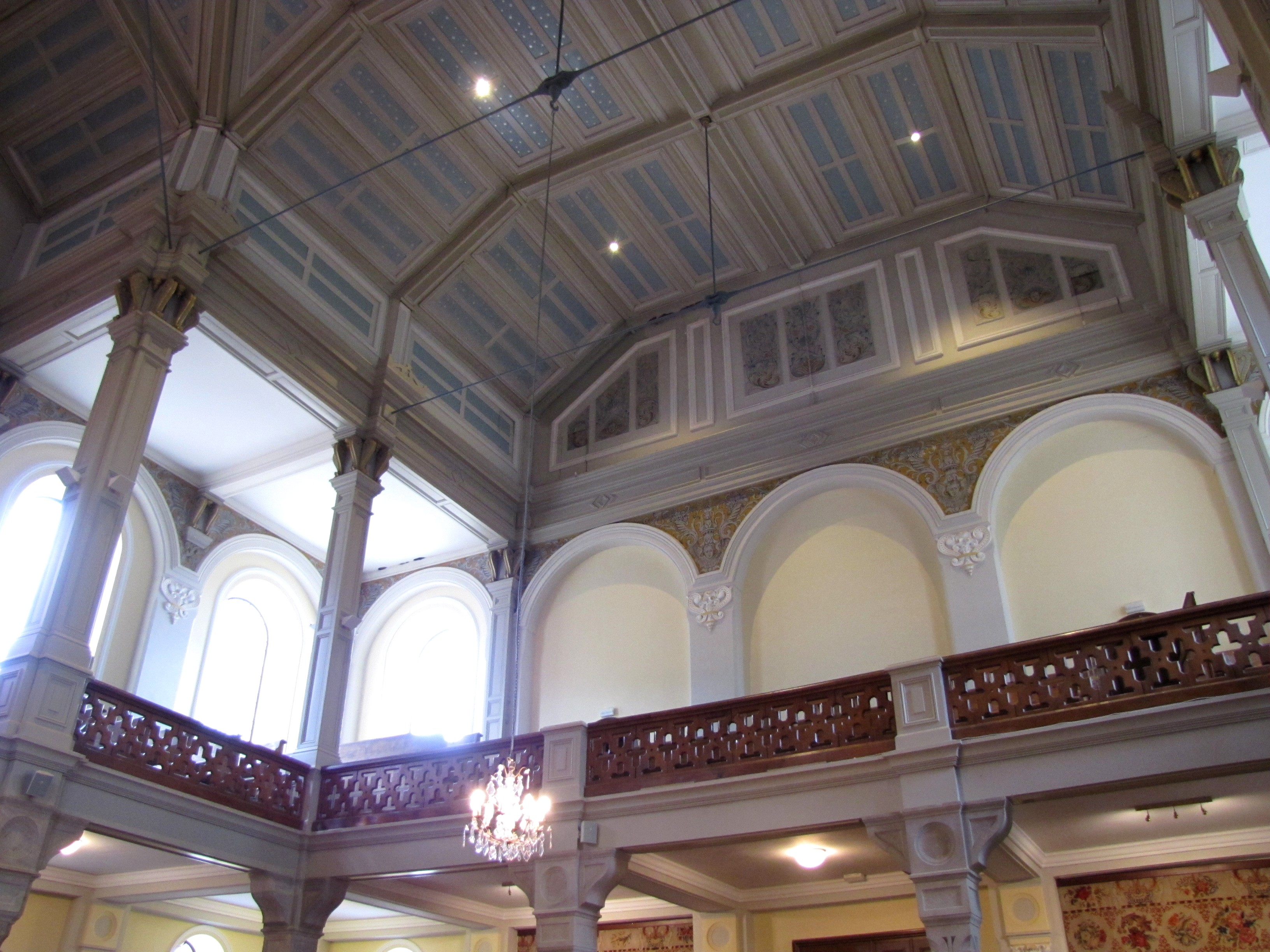
Innenraum

Die Église protestante Saint-Martin ist ein Kirchengebäude der lutherischen Protestantischen Kirche Augsburgischen Bekenntnisses von Elsass und Lothringen in Barr (Département Bas-Rhin) in Frankreich. Der Turm der Pfarrkirche ist seit 1935 als Monument historique eingetragen.

## Geschichte
Im Jahr 820 übertrug Ludwig der Fromme dem Kloster Weißenburg Besitz in Barr, das in der Folgezeit eine dem heiligen Martin von Tours geweihte Kirche erhielt. Während der Armagnakenunruhen 1444 war die Kirche als Wehrkirche ausgebaut. 1472 gelangte die Herrschaft Barr endgültig an die Kurpfalz, unter der ab 1556 die Reformation eingeführt wurde. 1568 erfolgte der Übergang an die freie Reichsstadt Straßburg, und  1569 wurde die Kirche „merklich ausgebessert“ und 1661 „um die Hälfte erweitert“. Nach dem Reunionskrieg (1683–1684) diente die Kirche bis 1826, als der Ort eine eigene katholische Pfarrkirche erhielt, als Simultankirche beider Konfessionen. Gleichzeitig bestand die Absicht zum Abbruch der nun ausschließlich von der evangelischen Gemeinde genutzten mittelalterlichen Martinskirche, der sich zunächst aber verzögerte. Erst 1848 fiel der Entschluss zum Neubau anstelle des historischen Baus, von dem nur der Turmbau übernommen wurde. Mit dem Neubau wurde der Architekt Ringeißen aus Schlettstadt beauftragt, die Einweihung erfolgte am 28. März 1852.

## Architektur
Von dem mittelalterlichen, mehrfach erweiterten Vorgängerbau der Martinskirche wurde der reich gegliederte romanische Chorturm aus dem letzten Viertel des 12. Jahrhunderts in den Neubau übernommen. An seinen Frieskonsolen finden sich zahlreiche figürliche Darstellungen, darunter des heiligen Martin. Das oberste Stockwerk wurde in spätgotischer Zeit zugefügt.
Anstelle des abgebrochenen mittelalterlichen Kirchenbaus wurde 1850/52 ein repräsentativer Neubau als Quersaalkirche errichtet, die als stark gegliederter kreuzförmiger Baukörper in den Formen des zeitgenössischen Rundbogenstils angelegt ist. In Anlehnung an den bestehenden Chorturm wurden die Außenflächen durch Lisenen und Rundbogenfriese artikuliert. Der Kirchenraum ist als Emporenhalle gestaltet und besitzt einen Kanzelaltar.

## Orgel

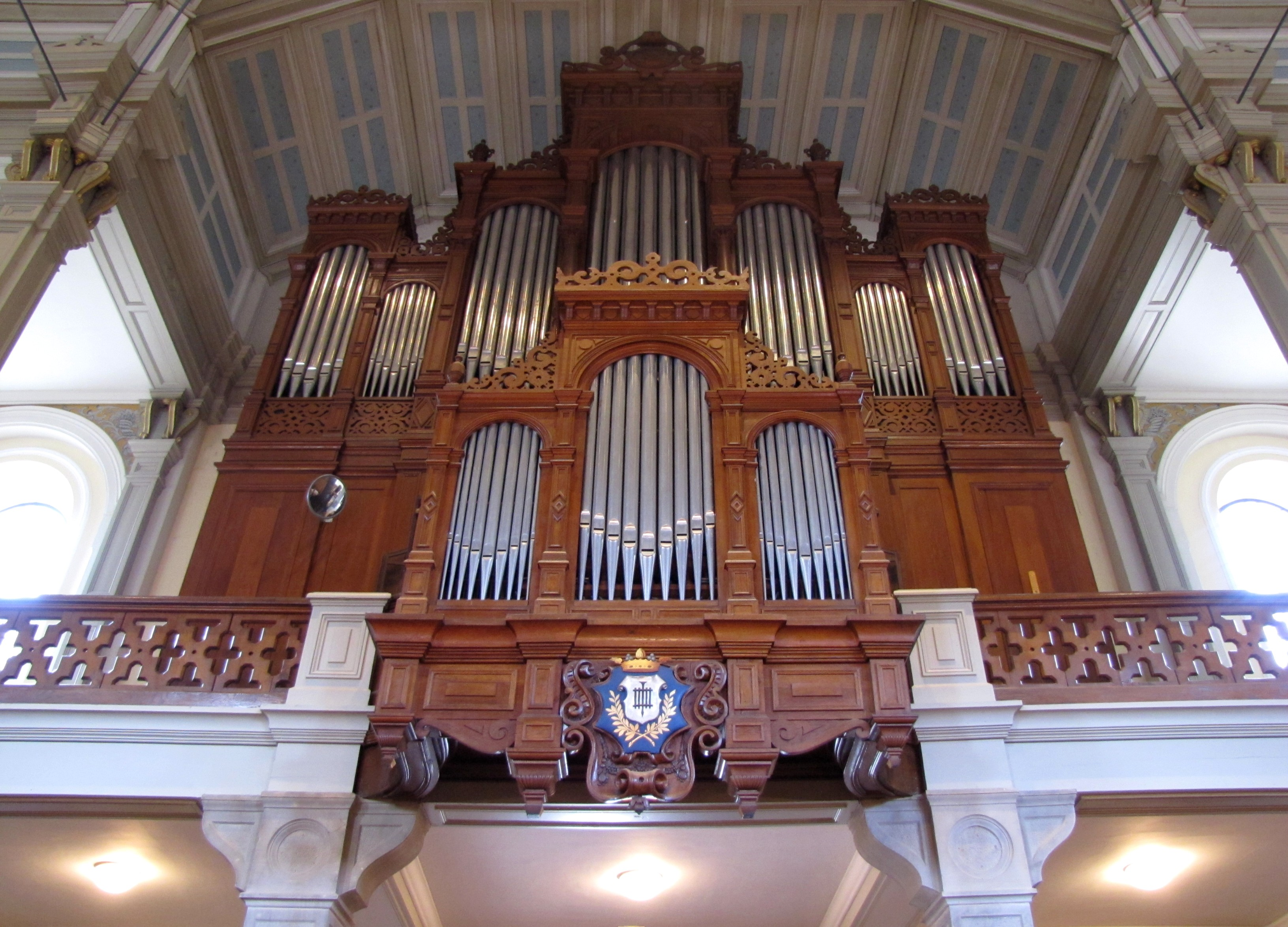
Orgel

Für die alte Kirche hatte Johann Andreas Silbermann 1739 eine Orgel erbaut, die 1852 – unter Einbeziehung von Teilen der Silbermann-Orgel – durch ein neues Instrument von Joseph Stiehr ersetzt wurde. Der Prospekt und ein Großteil des Pfeifenmaterials der Silbermann-Orgel gelangten in die Kirche St. Arbogast im elsässischen Saint-Pierre.
Disposition 1739:
| Manuel C–c3 |                |         |
| 01.         | Bourdon        | 8′      |
| 02.         | Prestant       | 4′      |
| 03.         | Flûte          | 4′      |
| 04.         | Nasard         | 02 ⁄3′  |
| 05.         | Doublette      | 2′      |
| 06.         | Tierce         | 01 3⁄5′ |
| 07.         | Cornet V       |         |
| 08.         | Fourniture III |         |
| 09.         | Cymbale III    |         |
| 10.         | Cromorne       | 8′      |
|             | Tremblant      |         |

| Pédale C–g |                |     |
| 11.        | Soubasse       | 16′ |
| 12.        | Octavebasse    | 08′ |
| 13.        | Trompette      | 08′ |
|            | Tremblant doux |     |

Disposition 1852:
| Positif de dos C–f3 |                   |    |
| 1.                  | Montre            | 8′ |
| 2.                  | Bourdon           | 8′ |
| 3.                  | Flûte traversière | 8′ |
| 4.                  | Cor des Alpes     | 8′ |
| 5.                  | Prestant          | 4′ |
| 6.                  | Gemshorn          | 4′ |
| 7.                  | Flageolet         | 4′ |
| 8.                  | Trompette mineure | 8′ |
| 9.                  | Cromorne          | 8′ |

| Grand-jeu C–f3 |                  |        |
| 10.            | Montre           | 16′    |
| 12.            | Bourdon          | 16′    |
| 13.            | Viole de gambe   | 16′    |
| 14.            | Montre           | 08′    |
| 15.            | Bourdon          | 08′    |
| 16.            | Salicional       | 08′    |
| 17.            | Viole de gambe   | 08′    |
| 18.            | Prestant         | 04′    |
| 19.            | Flûte à cheminée | 04′    |
| 20.            | Fugara           | 04′    |
| 21.            | Quinte           | 02 ⁄3′ |
| 22.            | Doublette        | 02′    |
| 23.            | Cornet V         |        |
| 24.            | Fourniture IV–V  |        |
| 25.            | Trompette        | 08′    |
| 26.            | Clairon          | 04′    |

| Echo expressif C–f3 |                  |    |
| 27.                 | Montre           | 8′ |
| 28.                 | Bourdon          | 8′ |
| 29.                 | Salicional       | 8′ |
| 30.                 | Flûte majeure    | 4′ |
| 31.                 | Flûte à cheminée | 4′ |
| 32.                 | Flageolet        | 2′ |
| 33.                 | Basson/Hautbois  | 8′ |
| 34.                 | Voix humaine     | 8′ |
|                     | Tremblant        |    |

| Pédale C–c1 |               |     |
| 35.         | Principal     | 16′ |
| 35.         | Contrebasse   | 16′ |
| 35.         | Bourdon       | 16′ |
| 35.         | Flûte         | 08′ |
| 35.         | Violoncelle   | 08′ |
| 35.         | Flûte         | 04′ |
| 35.         | Bombarde      | 16′ |
| 35.         | Contre-Basson | 16′ |
| 35.         | Trompette     | 08′ |
| 35.         | Clairon       | 04′ |

- Koppeln: I/II, III/II